# Ferdinand-Jean Darier
Ferdinand-Jean Darier (Budapest, 26 aprile 1856 – Parigi, 1938) è stato un dermatologo francese.
Nato da una famiglia ugonotta originaria del Delfinato ed emigrata in Ungheria dopo la revoca dell'Editto di Nantes, dopo gli studi in medicina iniziati a Ginevra divenne interno all'ospedale di Parigi nel 1880 e direttore del dipartimento di medicina all'ospedale di Saint-Louis dal 1909 al 1922.
È universalmente riconosciuto come il leader della scuola dermatologica francese. Darier descrisse numerose dermatosi: cheratosi follicolare, acanthosis nigricans, dermatofibrosarcoma (Darier e Ferrand), erythema annularis, sarcoidi ipodermici (Darier e Roussy), il "segno di Darier" nelle mastocitosi, la malattia di Darier.
Ha pubblicato un libro di testo nel 1909 che è stato tradotto in tedesco e in inglese.
È stato sindaco di Longpont-sur-Orge dal 1925 al 1935.